# Лужки (Сафоновский район)
Лужки́ — деревня в Смоленской области России, в Сафоновском районе. Население — 7 жителей (2007 год) . Расположена в центральной части области в 15 км к северо-востоку от города Сафонова, в 8 км севернее автодороги М1 «Беларусь», на берегу реки Вержа. В 11 км севернее от деревни железнодорожная станция О.п. 300-й км на линии Москва — Минск. Входит в состав Николо-Погореловского сельского поселения.

## История
В годы Великой Отечественной войны деревня была оккупирована гитлеровскими войсками в сентябре 1941 года, освобождена в 1943 году.